# Норвегия на зимних Олимпийских играх 1992
Норвегия принимала участие в XVI Зимних Олимпийских играх, проходивших в Альбервиле, Франция, где завоевала 20 медалей, из которых 9 золотых, 6 серебряных и 5 бронзовых. Сборную страны представляли 80 спортсменов (61 мужчин, 19 женщин), выступавших в 11 видах спорта.

## Медалисты

### 01!Золото
- Четиль Андре Омодт — горнолыжный спорт, супергигант.
- Финн Кристиан Ягге — горнолыжный спорт, слалом.
- Юхан-Улаф Косс — конькобежный спорт, 1500 м.
- Геир Карлстад — конькобежный спорт, 5000 м.
- Вегард Ульванг — лыжные гонки, классический стиль, 30 км.
- Вегард Ульванг — лыжные гонки, классический стиль, 10 км.
- Бьорн Дэли — лыжные гонки, гонка по системе Гундерсена, 15 км.
- Терье Лангли, Вегард Ульванг, Кристен Шельдаль и Бьорн Дэли — лыжные гонки, эстафета, 4 х 10 км.
- Бьорн Дэли — лыжные гонки, свободный стиль, 50 км.

### 02!Серебро
- Одне Сёндрол — конькобежный спорт, 1500 м.
- Юхан-Улаф Косс — конькобежный спорт, 10000 м.
- Фред Бёрре Лундберг, Кнут Торе Апеланд и Тронд-Эйнар Элден — лыжное двоеборье, эстафета, 3 х 10 км.
- Бьорн Дэли — лыжные гонки, классический стиль, 30 км.
- Вегард Ульванг — лыжные гонки, гонка по системе Гундерсена, 15 км.
- Сульвайг Педерсен, Ингер Хелене Нюбротен, Труде Дюбендаль и Элин Нильсен — лыжные гонки, эстафета, 4 х 5 км.

### 03!Бронза
- Ян Эйнар Торсен — горнолыжный спорт, супергигант.
- Четиль Андре Омодт — горнолыжный спорт, гигантский слалом.
- Геир Карлстад — конькобежный спорт, 10000 м.
- Терье Лангли — лыжные гонки, классический стиль, 30 км.
- Стине Лиз Хаттестад — фристайл, могул.

## Состав и результаты олимпийской сборной Норвегии

#### Горнолыжный спорт
Спортсменов — 1
| Соревнование      | Спортсмены | Скоростной спуск/ 1 спуск | Слалом/ 2 спуск | Всего   | Место |
| ----------------- | ---------- | ------------------------- | --------------- | ------- | ----- |
| Супергигант       | Анне Берге | Не проводится             | Не проводится   | 1:25,65 | 25    |
| Гигантский слалом | Анне Берге | 1:09,90                   | 1:09,61         | 2:19,51 | 21    |
| Слалом            | Анне Берге | 49,39                     | 44,83           | 1:34,22 | 8     |
| Комбинация        | Анне Берге | 35,28                     | 0,00            | 35,28   | 5     |